# Опалинский, Пётр (каштелян гнезненский)
Пётр Опалинский из Бнина (ок. 1480 — 23 февраля 1551) — польский магнат, каштелян мендзыжецкий (1528) и лёндский (1530), гофмейстер королевского двора (с 1531 года), каштелян гнезненский (1535—1551). Староста гнезненский, косцянский, ольштынский, сремский, кцыньский, копанецкий.

## Биография
Представитель польского магнатского рода Опалинских герба «Лодзя». Старший сын каштеляна лёндского Петра Опалинского (ум. 1506) и Анны из Збоньшина (ум. ок. 1543). Брат Себастьяна Опалинского (1485—1538), государственного и церковного деятеля, дипломата Королевства Польского.
Пётр Опалинский начал придворную карьеру в 1509 году, став секретарем королевского двора Сигизмунда I Старого и кустошем познанской кафедры. В 1519—1527 годах он был сборщиком таможенных доходов в Великой Польше. С 1528 года — каштелян мендзыжецкий, в 1529—1530 годах — каштелян лёндский.
С 1530 года Пётр Опалинский занимал должность гофмейстера королевского двора. В 1535—1551 годах — каштелян гнезненский. Был старостой гнезненским, кцыньским, сремским, косцянским и ольштынским.
Будучи дипломатом, исполнял дипломатические миссии в Вене, Риме и Регенсбурге. В 1532 году был польским послом при дворе османского султана Сулеймана Великолепного в Стамбуле.
Был женат на Ядвиге Тенчинской (ум. 1549/1560), дочери каштеляна белзского и воеводы русского Николая Тенчинского (ум. 1497), от брака с которой детей не имел.